# Alchemilla cartilaginea
Alchemilla cartilaginea é uma espécie de rosácea do gênero Alchemilla, pertencente à família Rosaceae.